# Крейґ МакКрейкен
Крейґ МакКрейкен (англ. Craig McCracken, народ. 31 березня 1971, Пенсільванія, США) - американський аніматор, режисер, письменник та продюсер. Відомий як автор мультсеріалів для Cartoon Network такі як Суперкрихітки, Фостер: Дім для уявних друзів та Вондер Тут і Там для Disney Channel. Вважається один з найуспішніших епізодично-комедійних мультфільмів.

## Рані роки
Народився 31 березня 1971 році в місті Шарлерой, штату Пенсільванія. Починав захоплюватись малюванням з юних років. Закінчив Вишу школу Каліфорнії в місті Віттіер та Каліфорнійський інститут мистецтв, де зустрівся зі своїм другом та майбутнім колегою Геннді Тартаковським. Там же він створював конспекти мультів, які пізніше перетворються у його повноціні мульсеріали.

## Кар'єра
Працював над мультфільмами для студії Hanna-Barbera, Cartoon Network, Disney Channel та Netflix Animation.

## Особисте життя
Одружений на американській аніматорці та сценаристці Лорен Фауст. У них разом народилась донька Квін.

## Фільмографія
| Рік  | Назва                             | Роль                                                       |
| ---- | --------------------------------- | ---------------------------------------------------------- |
| 1991 | Джо без шиї                       | Творець, директор та аніматор                              |
| 1999 | Лабораторія Декстера: Пригоди Его | Творець                                                    |
| 2002 | Суперкрихітки в кіно              | Творець, режисер, виконавчий продюсер, дизайнер персонажів |

| Рік       | Назва                         | Роль                                                                          |
| --------- | ----------------------------- | ----------------------------------------------------------------------------- |
| 1993–1995 | Два тупих пса                 | Директор-художник                                                             |
| 1995–1996 | Тупий-тупіший                 | Дизайнер персонажів                                                           |
| 1996–2003 | Лабораторія Декстера          | Режисер                                                                       |
| 1998–2005 | Суперкрихітки                 | Творець, виконавчий продюсер, режисер (1998-2002; 2008)                       |
| 2004–2009 | Фостер: Дім для уявних друзів | Творець, виконавчий продюсер, дизайнер персонажів, редактор, арт-директор     |
| 2009      | Звичайне шоу                  | Виконавчий продюсер                                                           |
| 2013–2016 | Вондер Тут і Там              | Творець, режисер, виконавчий продюсер, дизайнер персонажів, актор озвучування |